# I Saw a Man and He Danced with His Wife
«I Saw a Man and He Danced with His Wife» es una canción interpretada por la cantante estadounidense Cher. Fue publicada en julio de 1974 como el tercer sencillo de su álbum Dark Lady.

## Letra y música
La canción fue escrita por Johnny Durrill, quien también escribió la canción que da nombre al álbum y «Dixie Girl». La canción trata sobre un engaño en la que el novio de Cher resulta estar casado y al final deja a su esposa por ella. La canción presentaba a Cher con una voz deslumbrante, rodeada por una gran banda, una producción musical al estilo Glenn Miller. El productor Garrett reveló más tarde que no estaba contento con el resultado final. “Estaba intentando hacer una orquestación de Glenn Miller en ese tema y nunca lo hice bien. Todavía hoy me vuelve loco escucharlo”.

## Recepción de la crítica
James Hamilton de Record Mirror declaró: “Aunque bastante atractiva, la última canción cargada de tristeza de Cher contradice su gran título (extraído, por cierto, de «Chicago» de Fred Fisher, cantada por Frank Sinatra), lo que me llevó al menos a esperar algo mucho más feliz”. Un escritor no especificado de Cash Box declaró: “La increíble disposición aquí ayuda considerablemente en términos de efecto general y es tan sorprendentemente rara como la situación indicada en el título”.

## Lista de canciones
- US 7-inch single – MCA-40273[6]

1. «I Saw a Man and He Danced with His Wife» – 3:13
2. ««I Hate to Sleep Alone» – 2:28

## Posicionamiento
| Gráfica (1974)                            | Pico de posición |
| ----------------------------------------- | ---------------- |
| Canadá (RPM Top Singles)                  | 31               |
| Canadá (RPM Pop Music Playlist)           | 7                |
| Estados Unidos (Billboard Hot 100)        | 42               |
| Estados Unidos (Billboard Easy Listening) | 3                |